# Saint-Gervazy
Saint-Gervazy település Franciaországban, Puy-de-Dôme megyében. Lakosainak száma 338 fő (2022. január 1.). Saint-Gervazy Chambezon, Léotoing, Apchat, Augnat, Collanges, Madriat, Moriat és Vichel községekkel határos.

## Népesség
A település népessége az elmúlt években az alábbi módon változott:
| Lakosok száma | 314  | 320  | 335  | 329  | 333  | 335  | 335  | 337  | 338  |
|               | 2013 | 2015 | 2016 | 2017 | 2018 | 2019 | 2020 | 2021 | 2022 |